# Peilstein im Mühlviertel
Peilstein im Mühlviertel – gmina targowa w Austrii, w kraju związkowym Górna Austria, w powiecie Rohrbach. Liczy 1549 mieszkańców (1 stycznia 2015).